# 弗罗赛
弗罗赛（法語：Frossay，法語發音：[fʁɔsɛ] ⓘ）是法国大西洋卢瓦尔省的一个市镇，位于该省西部，卢瓦尔河左岸，属于圣纳泽尔区。

## 地理
弗罗赛（47°14'38"N, 1°56'3"W）面积57.22 平方千米，位于法国卢瓦尔河地区大区大西洋卢瓦尔省，该省份为法国西北部沿海省份，位于布列塔尼半岛东南部，北起伊勒-维莱讷省，西北接莫尔比昂省，西临大西洋，南至旺代省，东临曼恩-卢瓦尔省。
与弗罗赛接壤的市镇（或旧市镇、城区）包括：雷地区绍姆、布埃、拉沙佩勒洛奈、卢瓦尔河畔拉沃、勒佩勒兰、圣维欧、维镇。
弗罗赛的时区为UTC+01:00、UTC+02:00（夏令时）。

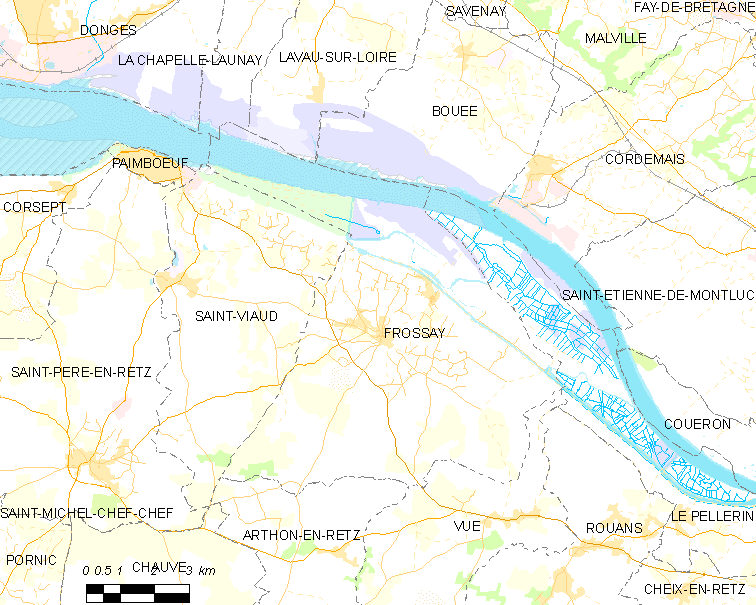
弗罗赛的OSM定位图

## 行政
弗罗赛的邮政编码为44320，INSEE市镇编码为44061。

## 政治
弗罗赛所属的省级选区为圣布雷万莱潘县。

## 交通
大西洋卢瓦尔省省道D6线、D67线、D78线、D98线和D723线经过境内。

## 人口

1962-2008年间弗罗赛人口变化图示

弗罗赛于2022年1月1日时的人口数量为3289人。